# جمعه صورتی: نسخه جدید رومن
جمعه صورتی: نسخه جدید رومن (به انگلیسی: Pink Friday: Roman Reloaded) عنوان دومین آلبوم استدودیویی خواننده آمریکایی - ترینیدادی ، نیکی میناژ است.